# 凹近狂蛛
凹近狂蛛（学名：Drassyllus excavatus）为平腹蛛科近狂蛛属的动物。在中国大陆，分布于北京、甘肃等地。该物种的模式产地在甘肃。